# Victory (album av Gaia Epicus)
Victory är det tredje studioalbumet av det norska power metal-bandet Gaia Epicus. Bandet hade nu lämnat sitt gamla skivbolag och gav ut detta album på Epicus Records 26 januari 2007. Ny basist på denna platta är Hans Age Holmen och ny trummis är Ole Alexander Myrholt (även i Tremor, Enslavement of Beauty m fl band) Albumet spelades in i TopRoom Studios i juli 2006. Med detta album återupptogs samarbetet från debutalbumet med J.P Fournier som omslagsdesigner. Den ryska utgåvan har samma låtslista, men ett något avvikandet omslag. På återutgivningen i mars 2009 förekommer dock en bonuslåt, "What Else is There?", som sista spår.

## Låtlista
1. "New Life" – 3:53
2. "Iron Curtain" – 6:50
3. "The Sign" – 5:45
4. "Revenge Is Sweet" – 2:52
5. "In Memory" – 1:44
6. "Awaken the Monster" – 5:36
7. "Rise of the Empire" – 4:03
8. "When Darkness Falls" – 1:17
9. "Fortress of Solitude" – 3:45
10. "Through the Fire" – 6:50
11. "Victory" – 4:31

Bonusspår på 2009 års utgåva
1. "What Else is There?" (Röyksopp-cover) – 3:33

Alla låtar skrivna av Thomas Christian Hansen. Låten "In Memory" är en hyllning till bandets trumslagare, Yngve Hanssen, som avled 2005.

## Medverkande
Gaia Epicus
- Thomas Christian Hansen – sång, gitarr
- Joakim "Jokke" Kjelstad – gitarr
- Hans Åge Holmen – basgitarr
- Ole Alexander Myrholt – trummor

Produktion
- Thomas Chr. Hansen – producent, ljudmix, albumdesign, foto, logo
- Børge Finstad – inspelning, ljudmix
- Benoit Sourd – inspelning
- Mika Jussila – mastering
- J.P Fournier (Edguy, Avantasia, Dragonforce) – albumdesign
- Stian – foto
- Morten D – foto
- Ole Alexander Myrholt – foto